# Dargov
Dargov – wieś (obec) na Słowacji położona w kraju koszyckim, w powiecie Trebišov. Pierwsze wzmianki o miejscowości pochodzą z 1458 roku. 
Według danych z dnia 31 grudnia 2012 roku, wieś zamieszkiwało 600 osób, w tym 314 kobiet i 286 mężczyzn.
W 2001 roku pod względem narodowości i przynależności etnicznej 99,08% mieszkańców stanowili Słowacy.
Ze względu na wyznawaną religię struktura mieszkańców kształtowała się w 2001 roku następująco:
- Katolicy rzymscy – 44,69%
- Grekokatolicy – 46,7%
- Ewangelicy – 0,73%
- Prawosławni – 4,4%
- Ateiści – 2,2%
- Nie podano – 1,1%